# Aigle transporteur
L’aigle transporteur (anglais : Eagle Transporter) est un vaisseau spatial et un symbole de la série télévisée britannique Cosmos 1999 des années 1970.

## Description
Les aigles transporteurs sont les principaux vaisseaux spatiaux de la base lunaire Alpha. Ils sont utilisés pour l'exploration, la défense de la base lunaire et le transport des marchandises entre la Terre et la Lune. Selon leur rôle, différentes variantes existent.
Leur conception, réaliste, est fondée sur une structure en poutre en treillis où sont fixés une cabine de pilotage et la motorisation ainsi que des pieds d'atterrissage. La partie centrale peut être larguée, ce qui permet de transporter et déposer un module habitable, ou autre.
Pour les besoins du tournage, une véritable maquette, très détaillée et réaliste, a été utilisée.
Les aigles transporteurs sont dotés de quatre pieds à spatules assez larges pour permettre de se poser sur les surfaces sableuses,ce qui est parfaitement adapté aux surfaces lunaires. Aux épaules de ces pieds se trouvent quatre réacteurs, permettant d'orienter le véhicule dans toutes les directions dans le vide spatial.
Ces caractéristiques rappellent un peu les modules lunaires américains LEM des années soixante.
Sur la partie inférieure se trouvent des réacteurs qui permettent le décollage vertical.
À la queue de l'appareil se trouvent des réacteurs pour la poussée horizontale.
Le véhicule est donc parfaitement capable d'évoluer dans toutes les directions suivant la combinaison des réacteurs utilisés.
La pointe à l'avant de l'appareil correspond au cockpit dans lequel se trouvent deux pilotes. Celui-ci se ferme par deux portes, permettant de rendre le cockpit indépendant de la partie passager dans le cas où le transporteur laisse le module au sol.
On peut d'ailleurs imaginer que ce cockpit peut servir de capsule de sauvetage, sur le même principe que certains vaisseaux expérimentaux qui seront montrés au cours des aventures.
Les pilotes sont assis dans des sièges coulissants assez près du sol. La plupart du temps, les pilotes mettent une combinaison spatiale lors du pilotage, notamment en situation de combat., mais le siège peut être adapté pour permettre le pilotage d'une personne sans combinaison. Et de tous gabarits, probablement grâce à de nombreux réglages. Le maintien des pilotes se fait par deux bretelles et une ceinture, rappelant ce que l'on voit dans les avions de chasse. Le pilote peut observer l'extérieur par deux vitres principales installées à l'avant. Le pilotage se  fait grâce à un manche à balai à deux poignées, rappelant ceux des avions de ligne.
Afin de protéger l'avant du vaisseau, il y a la possibilité de déclencher des boucliers déflecteurs à l'avant. Ces boucliers semblent capables de repousser des flux d'énergie cosmique, ou provenant d'autres sources dangereuses et ainsi de protéger les passagers. À utiliser et à adapter bien sûr en fonction des réserves d'énergie du véhicule.
Les portes extérieures peuvent s'ouvrir via une télécommande.
L'ordinateur est naturellement accessible et est source de nombreuses informations qui peuvent être  transcrites sur papier de recyclage.
Un système de communication radio efficace permet de bonnes communications dans l'espace, mais semble avoir plus de mal à fonctionner sur certaines planètes.
Afin de sécuriser le vol, il y a trois modes de fonctionnement :
- manuel : le pilote commande l'appareil directement aux instruments ;
- automatique : l'ordinateur prend alors le relais du pilote ;
- télécommande : tel un modèle réduit ou un drone, l'appareil peut alors être commandé à distance par un opérateur de la base Alpha ou d'un autre Aigle.

Ce dernier mode ne peut fonctionner que si le mode automatique est enclenché.
Outre le module de transport de passagers, il peut être muni d'un treuil et d'une pince pour transporter des charges telles qu'une grue volante ou un hélicoptère.
En cas de besoin d'augmenter la puissance, on peut adjoindre des boosters supplémentaires sur le dos de l'appareil.

## Création
Le vaisseau a été conçu par Brian Johnson. Son design est influencé par le film 2001, l'Odyssée de l'espace.